# Dachform
Als Dachform bezeichnet man die äußere Form oder Kubatur eines Daches. Die bautechnische Umsetzung erfolgt durch die Dachkonstruktion. Dieser Artikel bietet eine Übersicht über verschiedene Dachformen.

## Allgemeine Dachformen

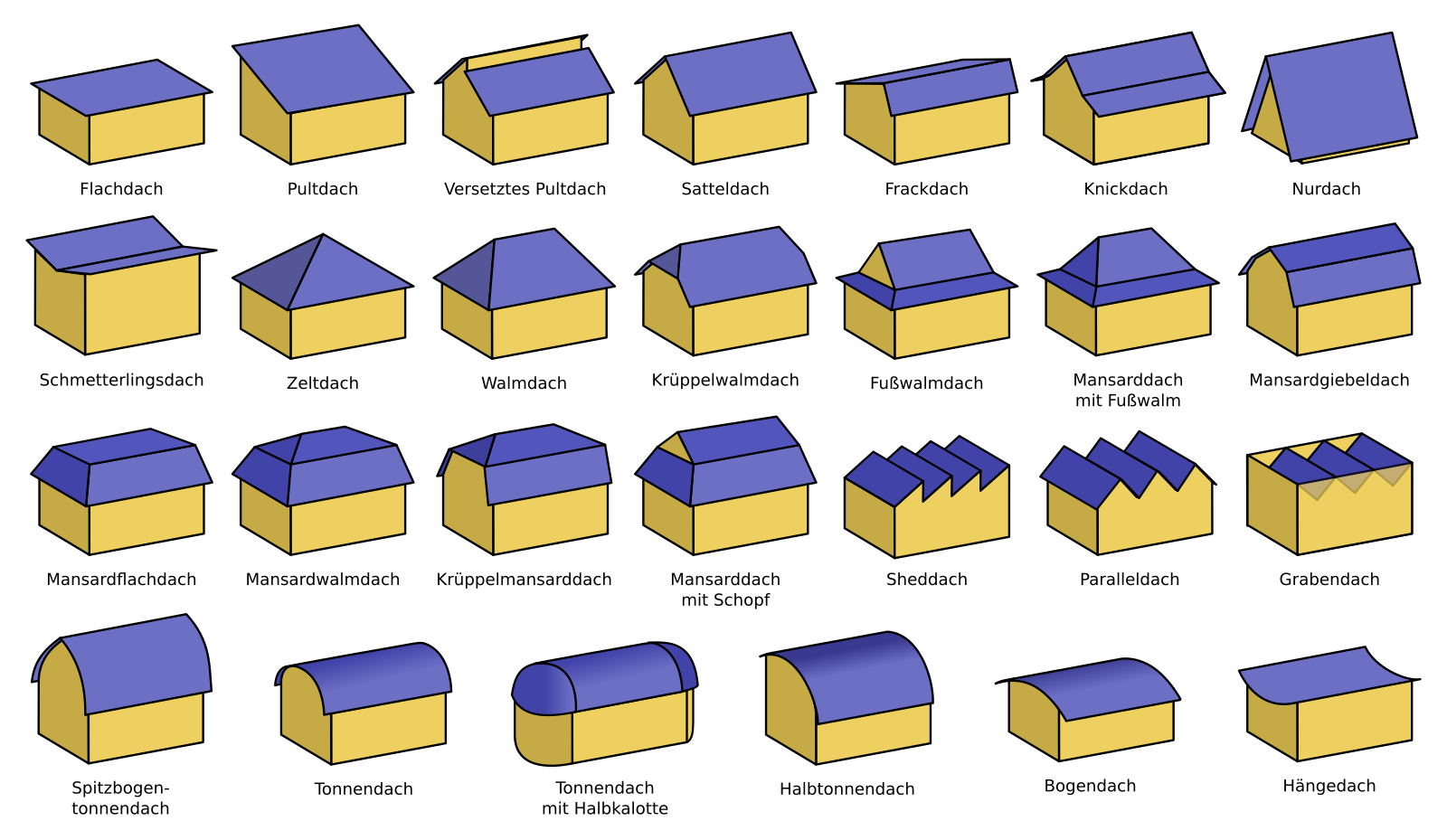
Allgemeine Dachformen

Dachformen können auf der Grundlage ihrer Parameter klassifiziert werden: ebenflächig oder krummflächig, einflächig oder mehrflächig, ungerichtet (z. B. runde oder quadratische Grundfläche) oder gerichtet (z. B. rechteckige Grundfläche) oder eine zusätzliche Abschrägung an der Giebelseite, die von der Form an der Traufseite abweicht (z. B. Krüppelwalmdach, Fußwalmdach, Krüppelmansarddach).
Beispiele: Flachdach, Pultdach (eventuell versetzt), Satteldach, Frackdach, Knickdach, Nurdach, Schmetterlingsdach, Walmdach (siehe dort auch Krüppelwalmdach, Fußwalmdach; der Krüppelwalm ist ein Halbwalm, auch Schopfwalm oder kurz Schopf genannt), Mansarddach (siehe dort auch: Mansardgiebeldach, -walmdach und -krüppelwalmdach), Paralleldach, Sheddach, Zeltdach, Grabendach, Bogendach (auch als Spitzbogendach), Tonnendach (eventuell mit Halbkalotte) oder als Halbtonnendach und Hängedach.
Regionale Sonderformen sind in vielfältigen Ausführungen vertreten. Dazu gehören unter anderem das Berliner und das Stuttgarter Dach.
Weitere Dachformen (Auswahl):
| Schleppdach | Monitordach      | Laternendach | Hyperbolische Paraboloidschale | Offene Pagode im Chinagarten in Stuttgart | Konkav gewölbtes Kegeldach | Flugdach |                                            |
| Schleppdach | Dach mit Monitor | Laternendach | Hyperbolische Paraboloidschale | Pagodendach                               | Konkav gewölbtes Kegeldach | Flugdach | Kreuzdach (hier zusätzlich mit Dachreiter) |

Auf Gebäuden, die keinen rechteckigen Grundriss haben, sondern Flügel, Anbauten, Risalite oder andere Bauteile umfassen, die aus der Flucht des (eventuell rechteckigen) Hauptbaukörpers heraustreten, sowie auf Gebäuden, die in unterschiedlichen Bereichen ungleich hoch sind, erreicht das Dach oft eine Komplexität, die mit den in diesem Abschnitt genannten Grundformen nicht vollständig beschrieben werden kann.

## Turmdächer
Eine besondere Sichtbarkeit erzielen Dächer auf hochaufragenden Türmen, deren Formen vielfältiger sind als auf normalen Dächern. Auswahl: Kegeldach, Kuppeldach, Satteldach, Zeltdach, Keildach, Rhombendach, Glockendach, Kreuzdach, Faltdach, Knickhelm, Zwiebeldach sowie Welsche Haube.
Als Turmhelm (Helmdach) werden nur vier- oder achtseitige besonders steile Zeltdächer (Pyramidendächer) bezeichnet. 

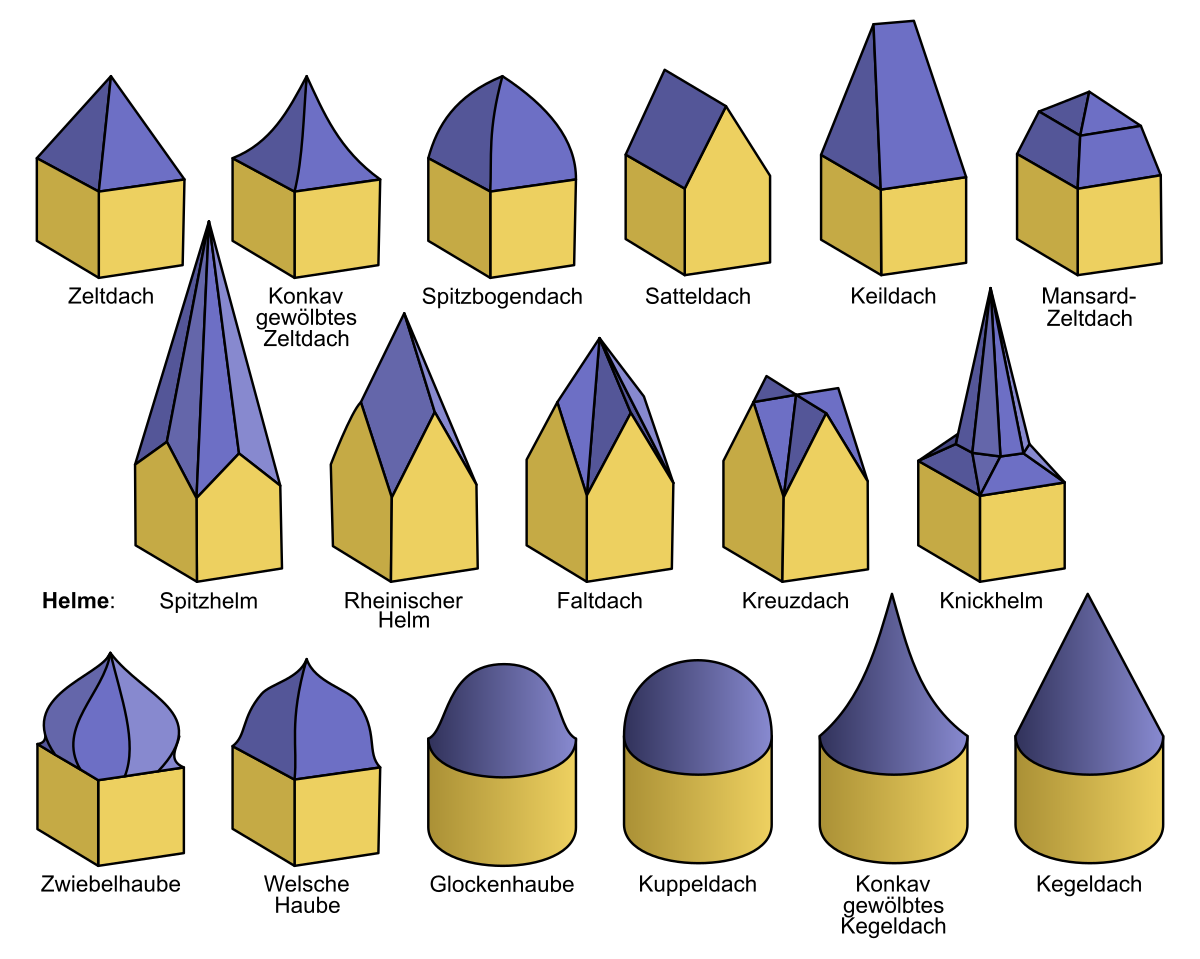
Turmdachformen
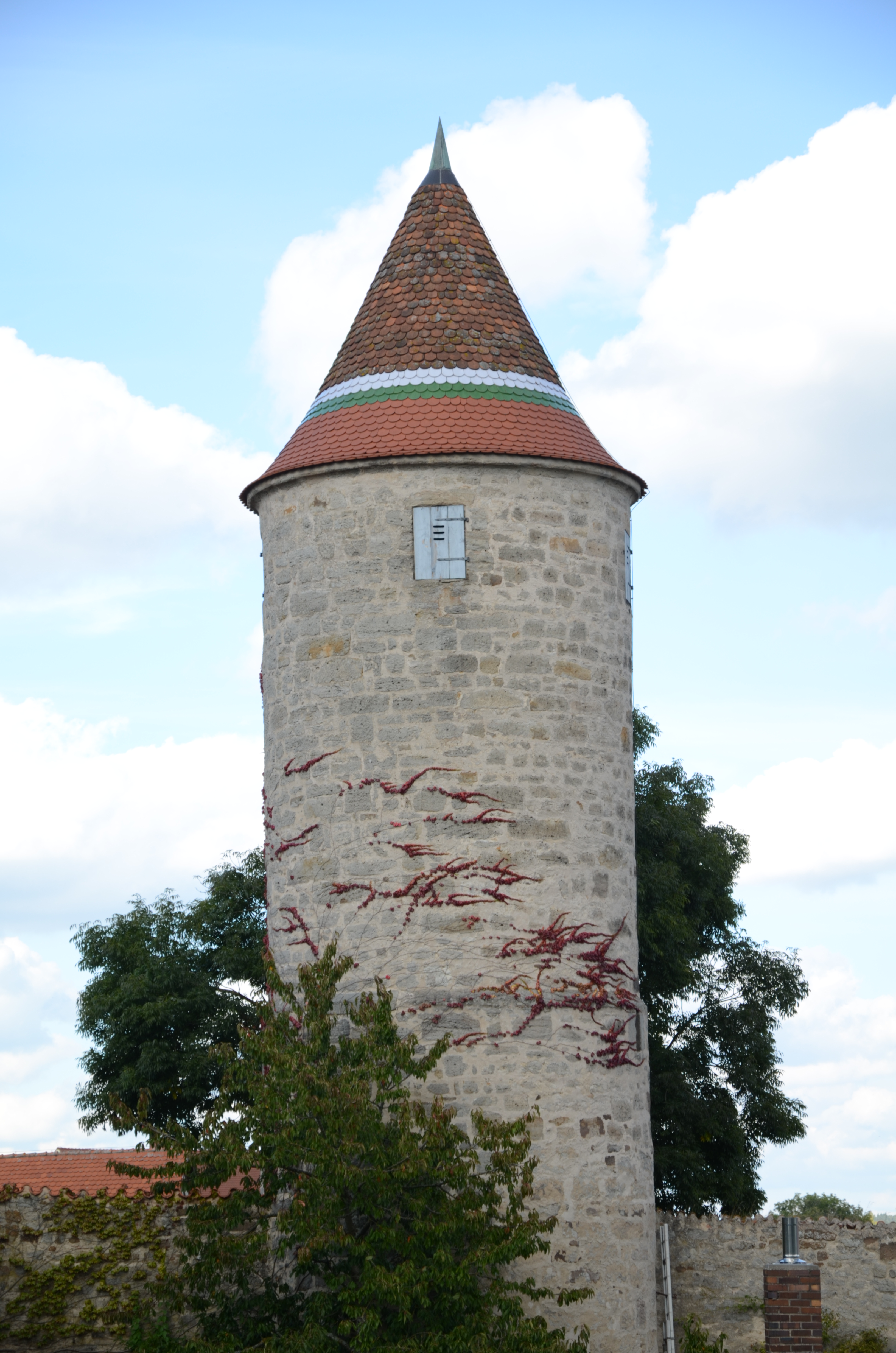
Kegeldach auf Turm
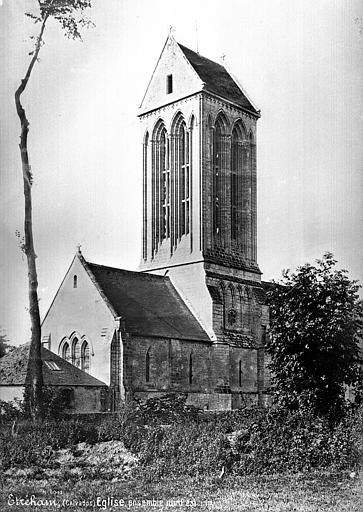
Satteldach auf Turm
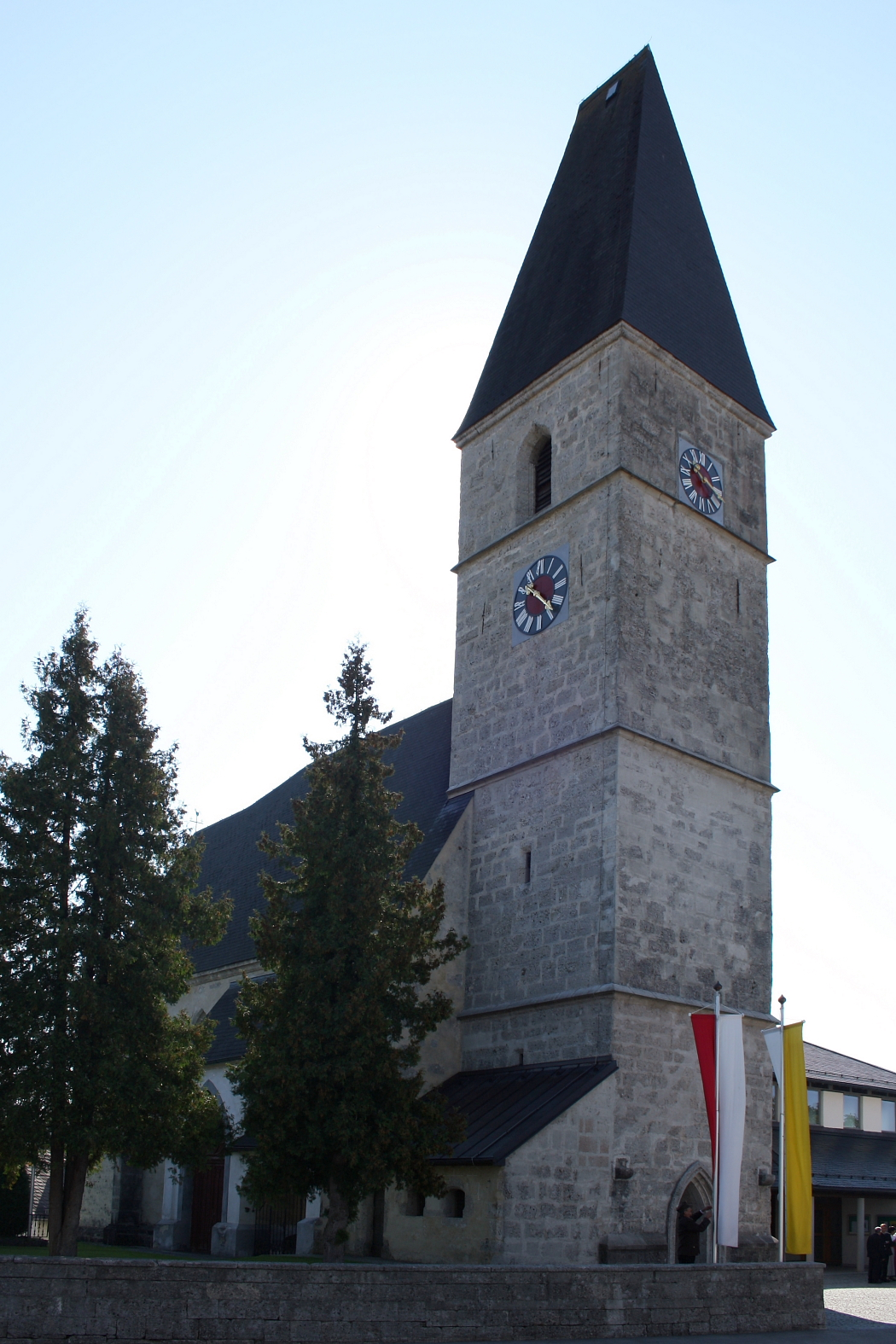
Keildach auf rechteckigem Turm
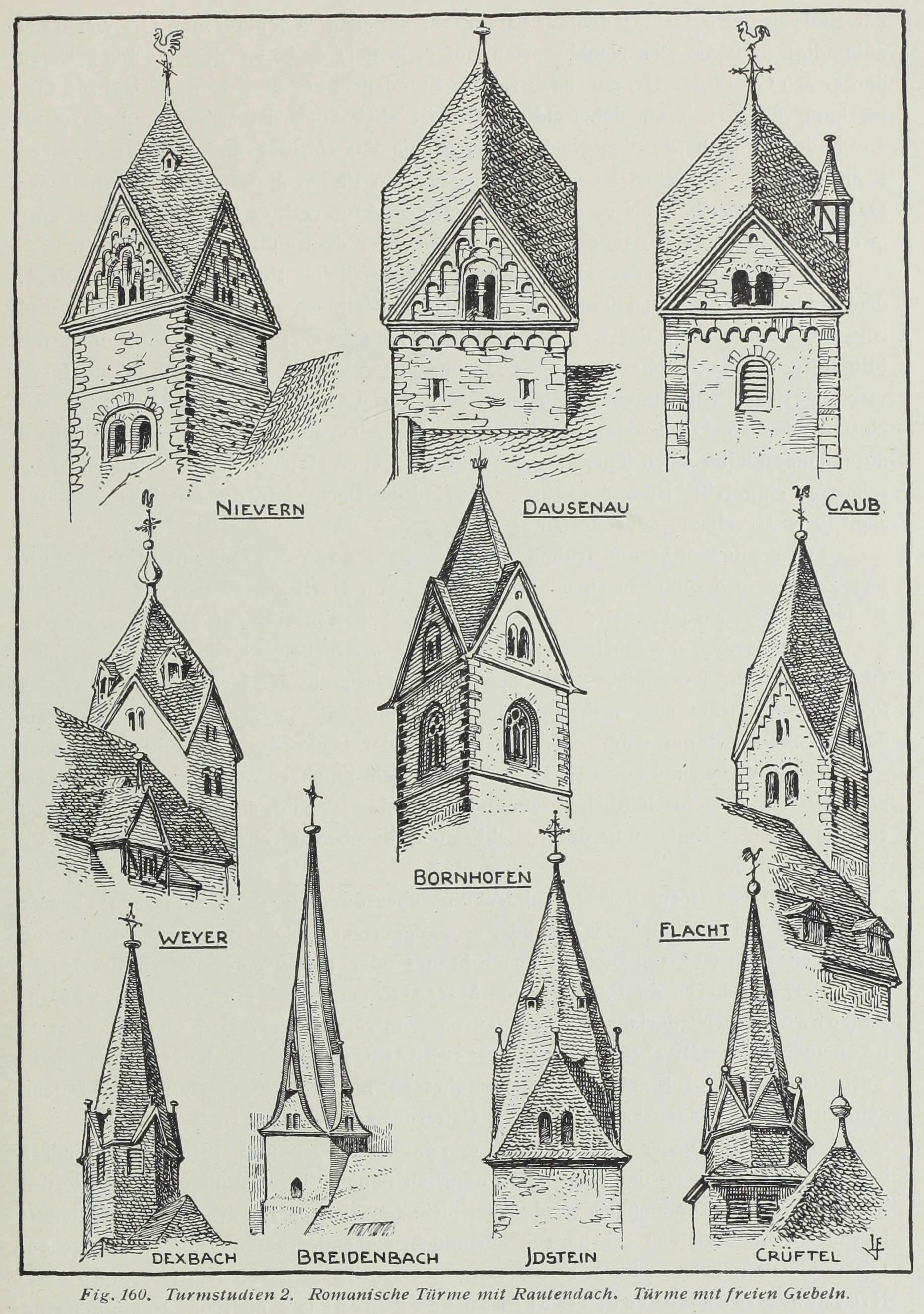
Turmdächer. Romanische Rhomben- oder Rautenhelme.
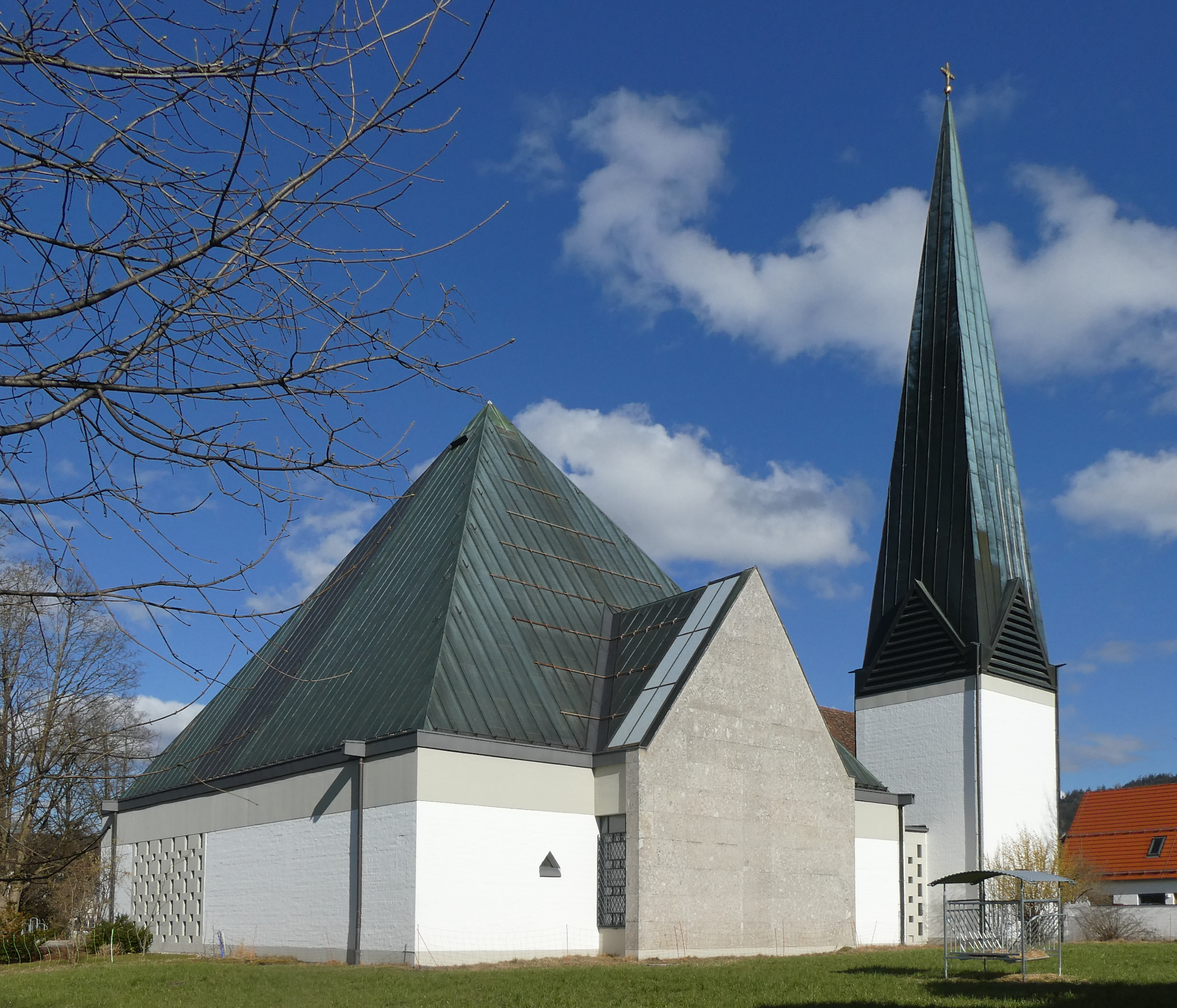
Vierseitiges Zeltdach (links) und pyramidenförmiger Turmhelm mit quadratischem Grundriss
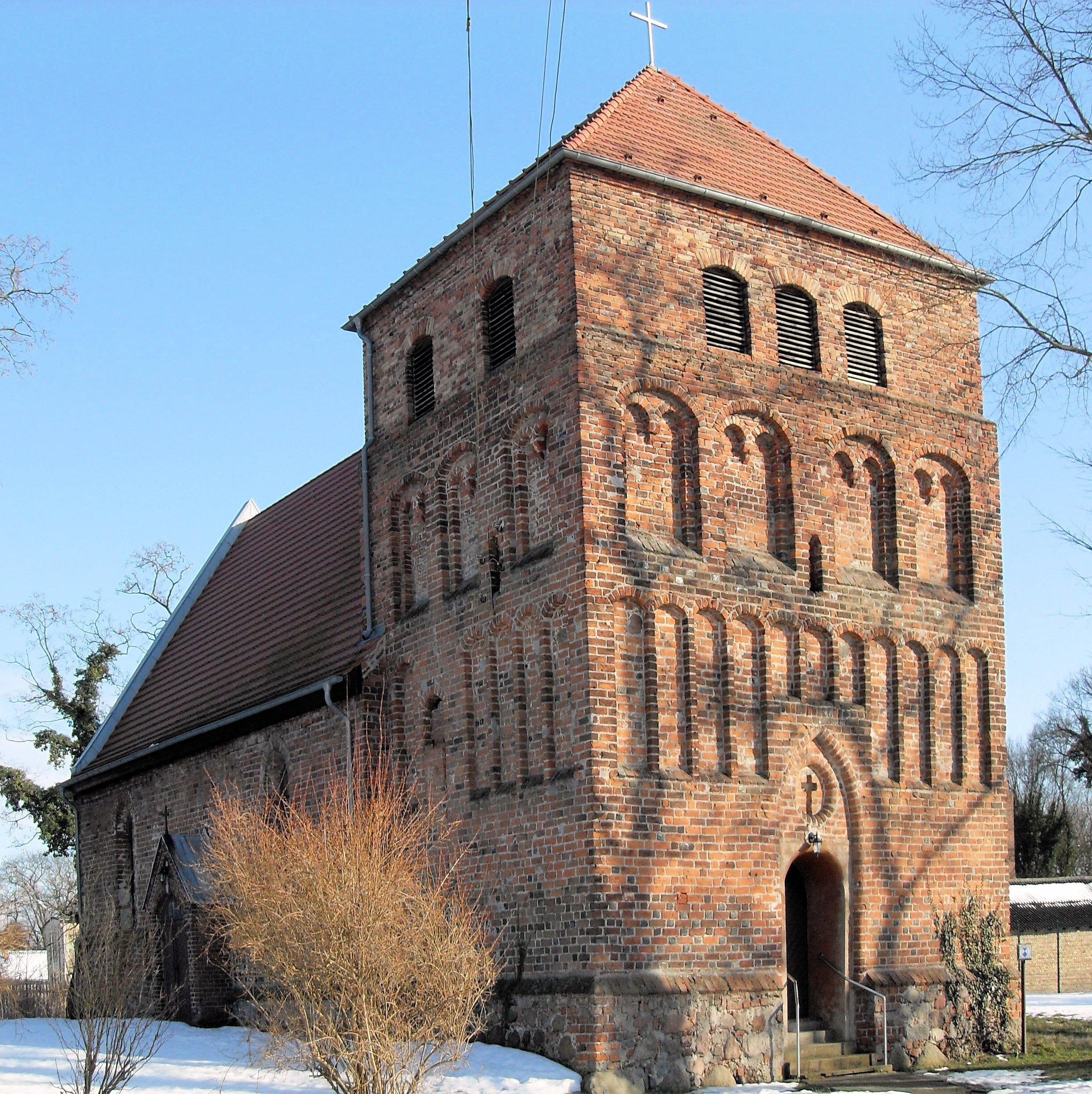
Zeltdach auf rechteckigem Turm
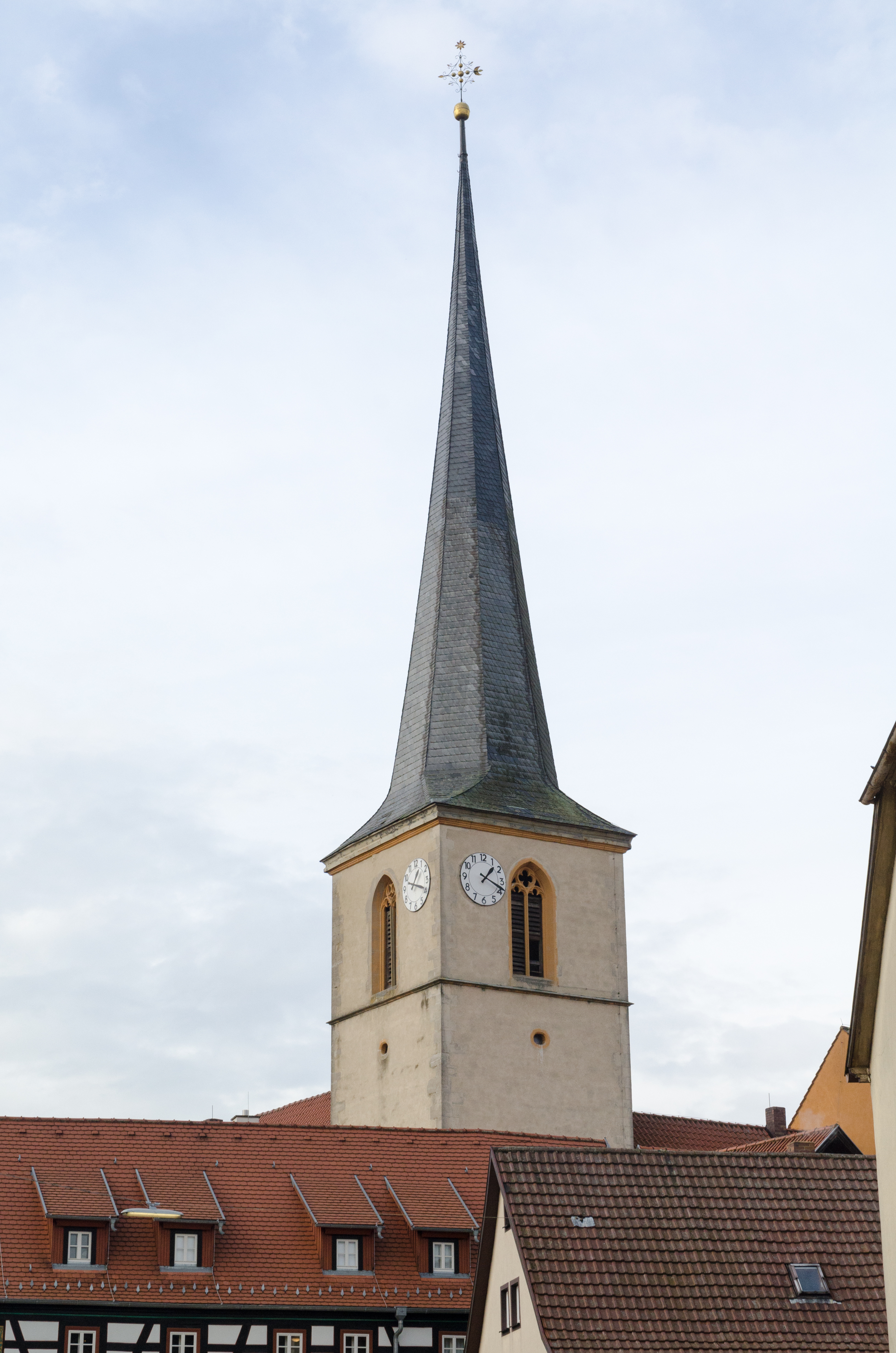
Knickhelm auf quadratischem Turm
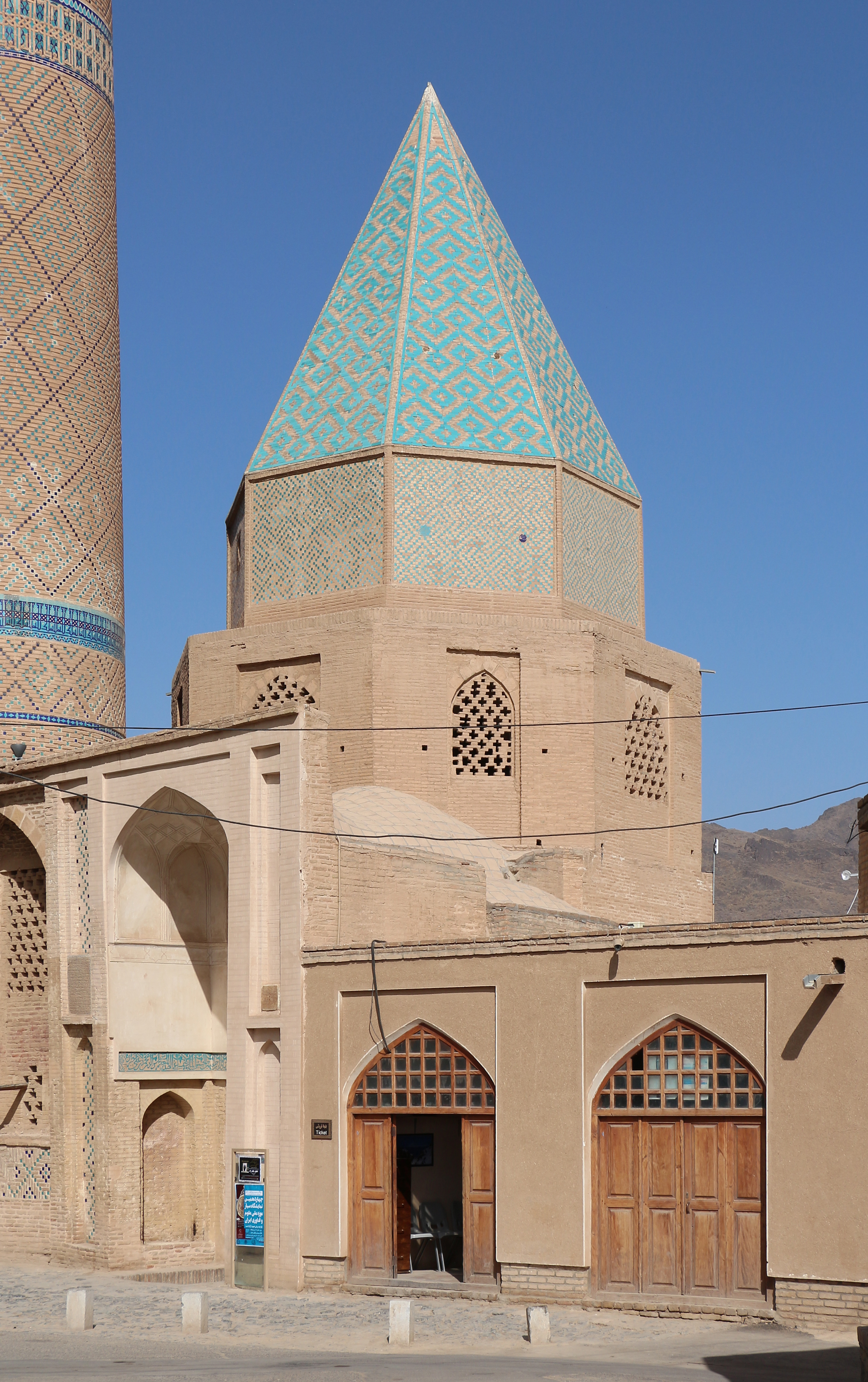
Achtseitiges Zeltdach auf einem Oktokon
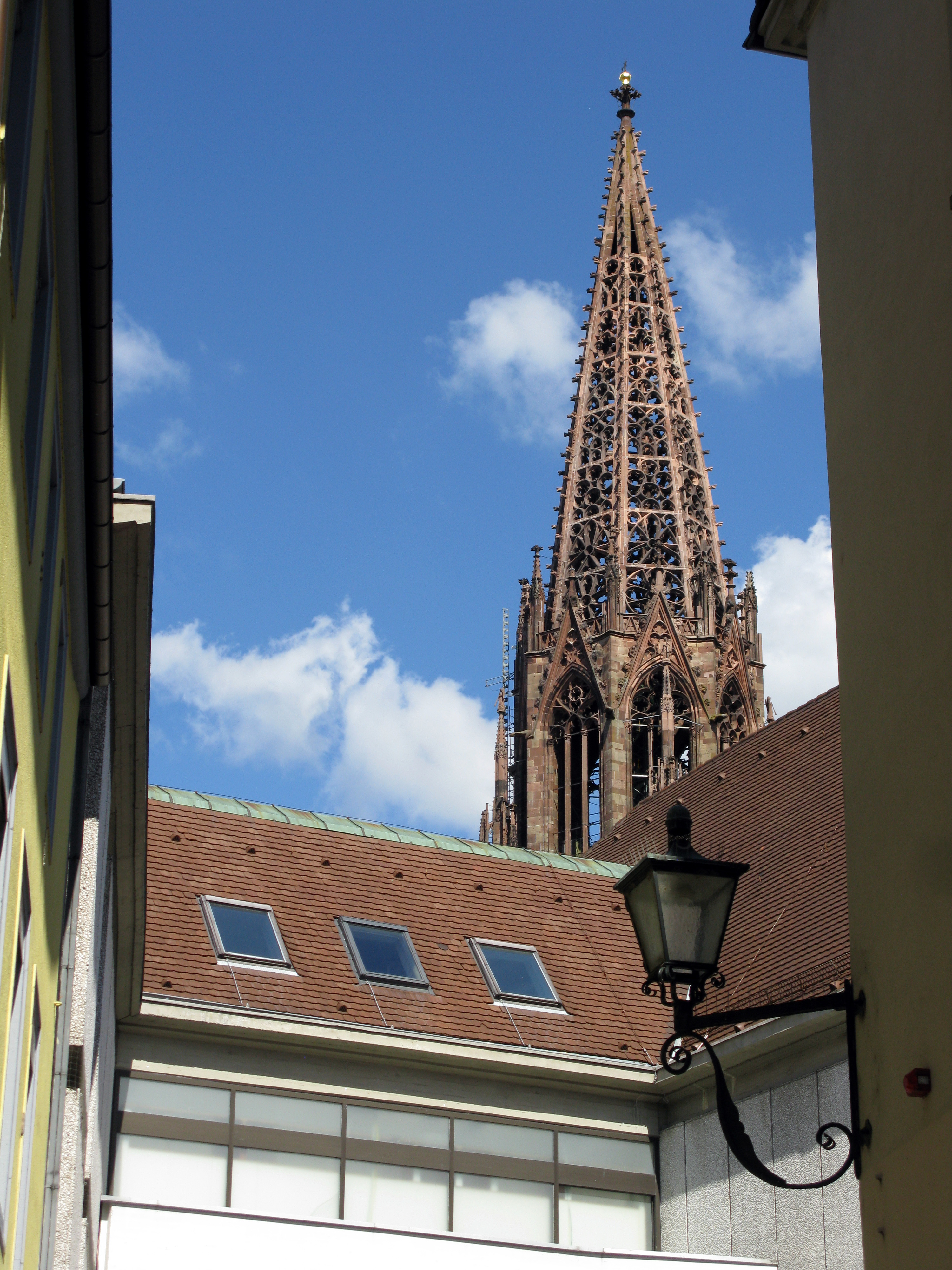
Achteckiger Maßwerk-Turmhelm
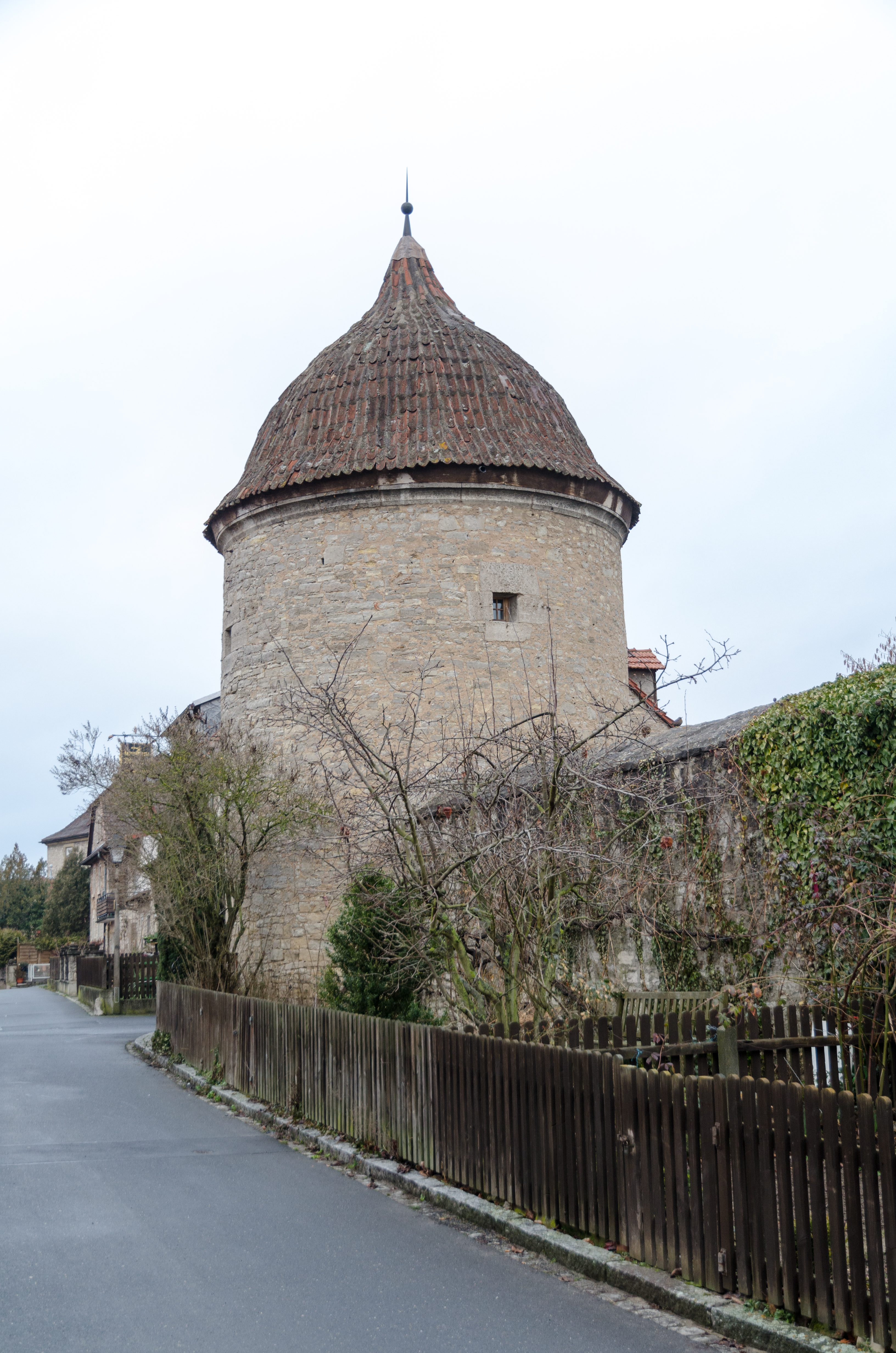
Welsche Haube
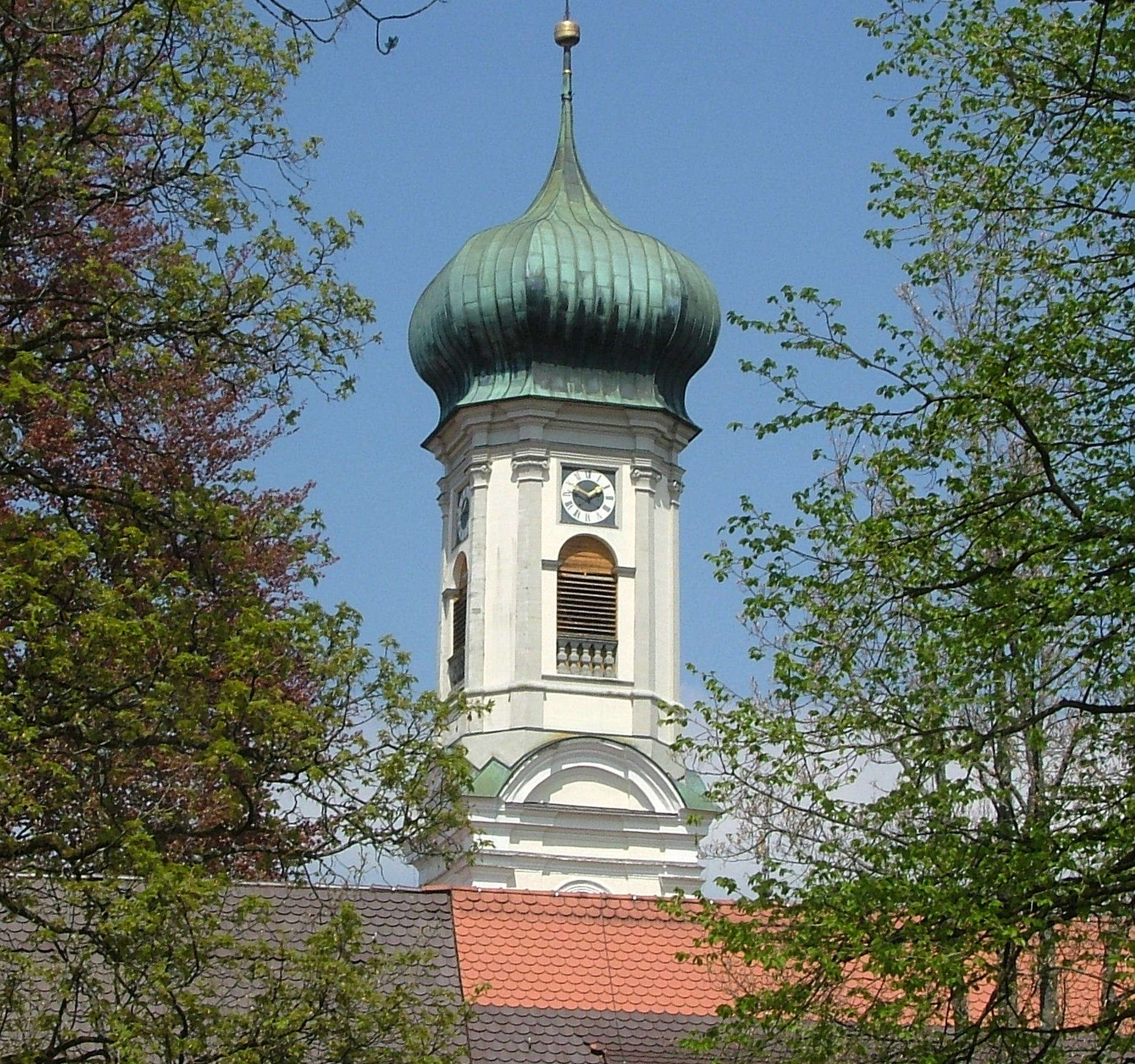
Zwiebelturm

## Auswahlkriterien

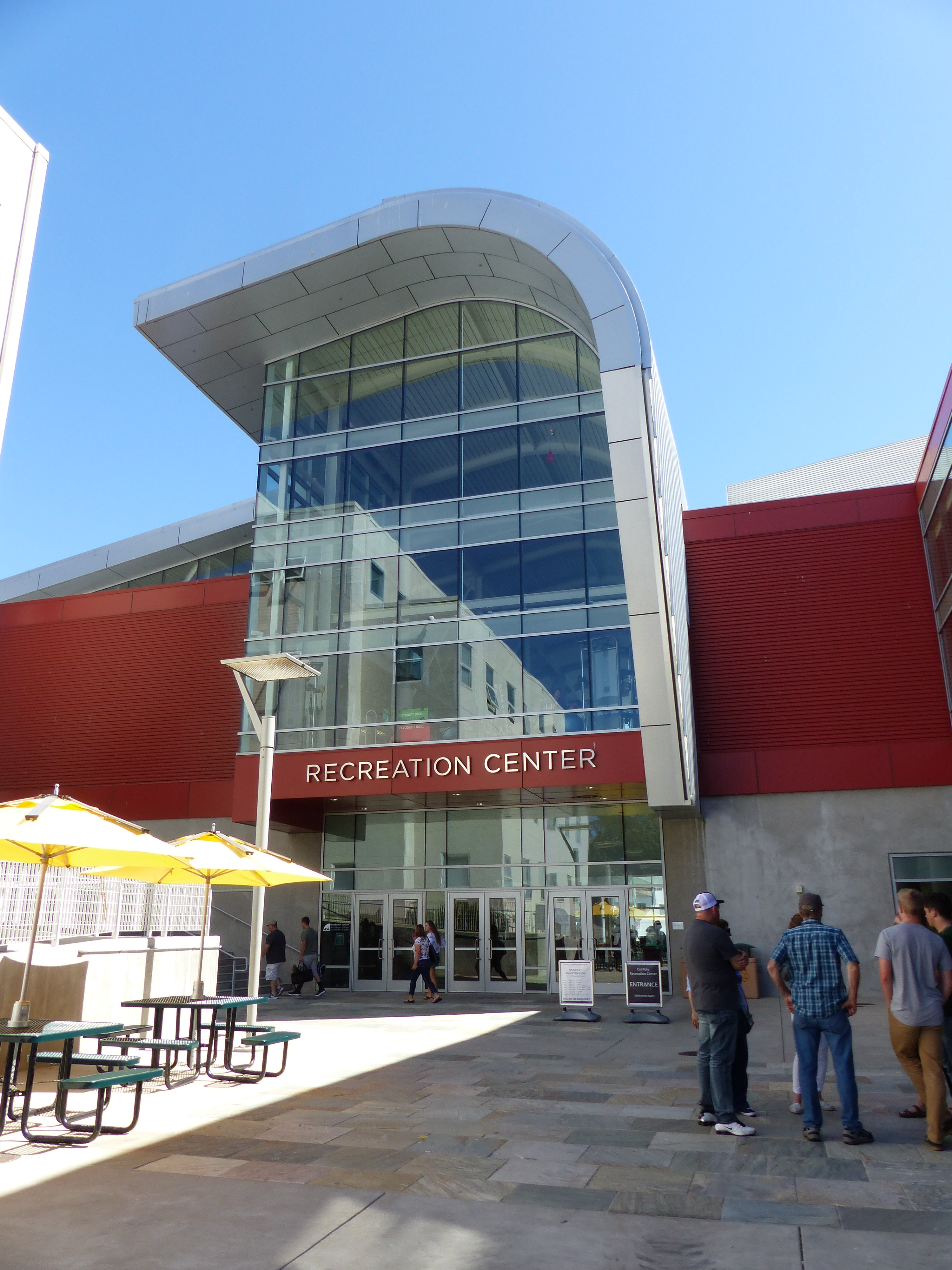
Viele moderne Dachformen fallen ganz aus dem Rahmen des Überlieferten (ein Gebäude auf dem Campus der California Polytechnic State University in San Luis Obispo)

Wichtige Auswahlkriterien sind Standort, Wirtschaftlichkeit, Bebauungsplan, Nachbarbebauung, Gebäudegeometrie sowie statische und ästhetische Gründe.